# Henry Petty-FitzMaurice, 5. Marquess of Lansdowne

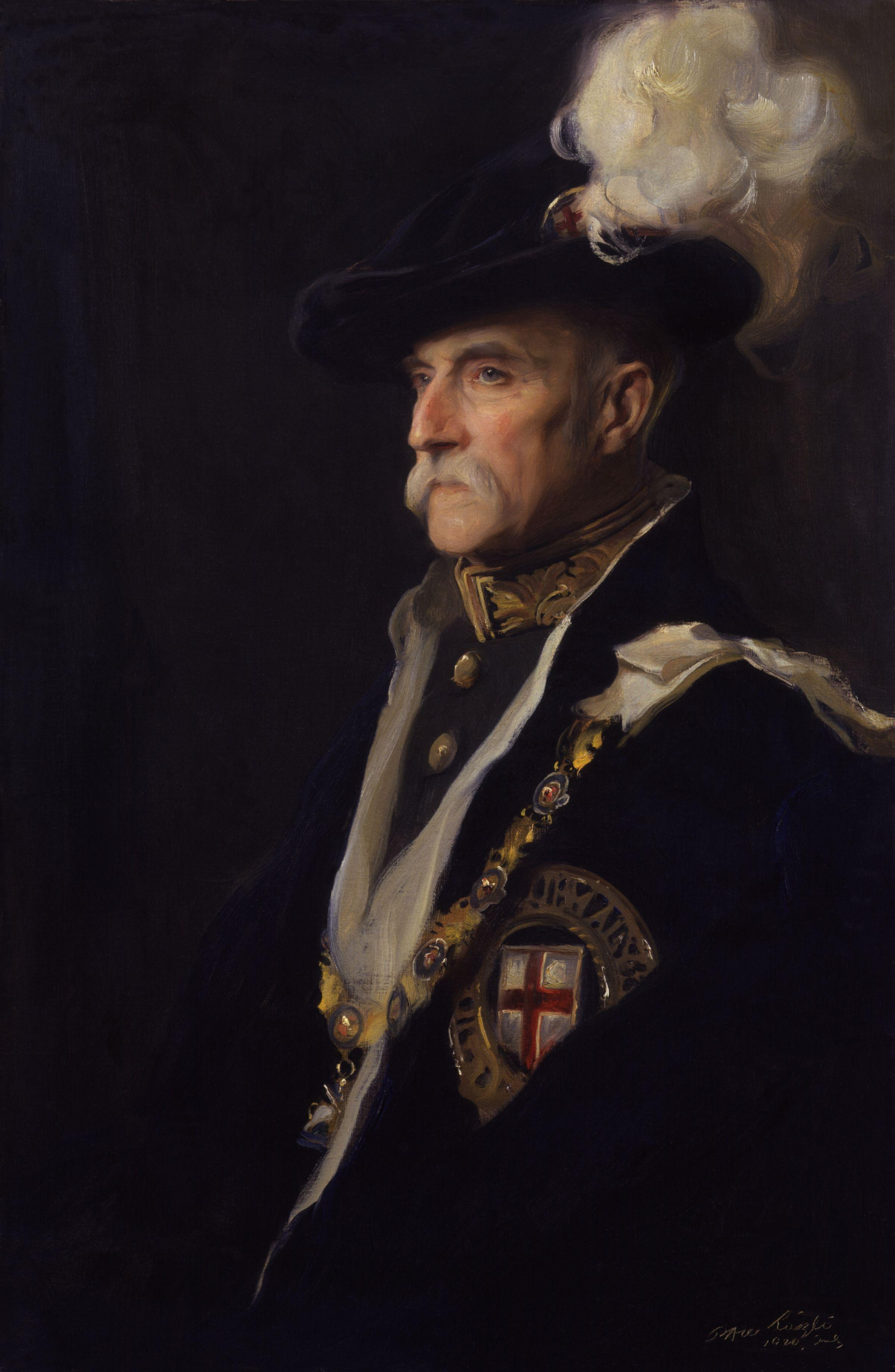
Henry Petty-FitzMaurice, 5. Marquess of Lansdowne

Henry Charles Keith Petty-FitzMaurice, 5. Marquess of Lansdowne, KG, GCSI, GCMG, GCIE, PC (* 14. Januar 1845 in London; † 3. Juni 1927 in Clonmel, County Tipperary) war Generalgouverneur von Kanada, Vizekönig von Indien und britischer Außenminister.

## Leben
Petty-FitzMaurice stammte aus einer Familie, die mehrere Whig-Politiker hervorgebracht hatte, unter anderem den Premierminister William Petty, 2. Earl of Shelburne. Nachdem er das Eton College besucht und dann an der Universität Oxford studiert hatte, erbte er im Alter von 21 Jahren von seinem Vater dessen Adelstitel einschließlich des damit verbundenen Sitzes im House of Lords.
1868 nahm er erstmals einen Posten als Regierungsmitglied unter der liberalen Regierung unter William Ewart Gladstone an. Bis 1880 hatte er wechselnde Ämter auf mittlerer Regierungsebene inne. In diesem Jahr trat er aus Protest gegen Gladstones Irlandpolitik zurück.

### Generalgouverneur von Kanada

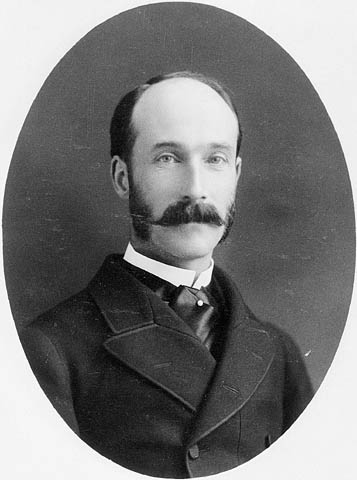
Henry Petty-FitzMaurice, 5. Marquess of Lansdowne, Porträtaufnahme unbekannten Datums

1883 bis 1888 war er Generalgouverneur von Kanada. Er galt als fähiger Generalgouverneur, der einen Streit mit den Vereinigten Staaten von Amerika über Fischereirechte einer friedlichen Lösung zuführte. Lansdowne reiste mit seiner Frau viel im Land, insbesondere in den noch unberührten Westen. In seine Amtszeit fielen die Nordwest-Rebellion und der anschließende Protest um deren Anführer Louis Riel.

### Vizekönig von Indien
Nach Abschluss seiner Amtszeit als Generalgouverneur wurde ihm von dem britischen Premierminister Robert Gascoyne-Cecil, 3. Marquess of Salisbury das Amt des Vizekönigs von Indien angeboten, das Lansdowne von 1888 bis 1894 innehatte.
Der Posten hatte längst nicht mehr das Prestige, den die Position früher innehatte. Von Lord Curzon abgesehen, machten sich die wenigsten, die in der zweiten Hälfte des 19. Jahrhunderts zum Vizekönig von Indien ernannt wurden, Illusionen darüber, dass die mit diesem Posten verknüpfte Aufgaben keineswegs darin bestand, auf Elefanten zu reiten und von indischen Prinzen empfangen zu werden, sondern dass er mit viel Arbeit einherging. Lansdowne teilte am Abend vor seiner Abreise nach Indien seiner Mutter mit, dass er einen verantwortlichen und ehrenhaften Posten übernommen habe, der ihm die Möglichkeit gäbe, einerseits für sein Land sinnvolle Arbeit zu leisten und andererseits die Möglichkeiten und Aussichten seiner Kinder zu verbessern. Letztlich habe ihn zum Antritt dieser Aufgabe aber auch ein Gehalt bewegt, das es ihm erlaube, genügend zu sparen, um die Hypotheken auf seinen Gütern zurückzuzahlen. Lansdowne war sich auch bewusst, dass eine erfolgreiche Arbeit in Indien ihm die Aussichten auf weitere Posten innerhalb der britischen Regierung eröffnen werde.
In Indien reformierte Lansdowne die Armee, die Polizei, die lokale Verwaltung und die Münzanstalt. Er hob zudem – gegen den Widerstand der lokalen Eliten wie der Kongresspartei – das Schutzalter von 10 auf 12 Jahre an. Es gab 1890 in Britisch-Indien einen kleinen, regional begrenzt bleibenden Aufstand gegen die britische Kolonialherrschaft, der jedoch schnell niedergeschlagen wurde. Lansdowne setzte die Todesstrafe für die Anführer dieser Rebellion durch, obwohl dieses in Großbritannien auf erheblichen Widerstand traf. Sein Versuch dagegen, den Gerichtsprozess zu verkürzen, wurde von der britischen Regierung überstimmt. 1894 kehrte Lansdowne nach Großbritannien zurück.

### Kriegs- und Außenminister
Nachdem er nach England zurückgekehrt war, wechselte er, als Angehöriger der Strömung der Liberalen Unionisten, seine Parteipräferenz und unterstützte die Konservative Partei. Lansdowne übernahm, nunmehr als Tory, das Amt des Kriegsministers. Aufgrund des schlechten Verlaufs im Burenkrieg geriet Lansdowne mit in die Kritik; zweimal bot er seinen Rücktritt an, Premierminister Salisbury hielt jedoch an Lansdowne fest. Im Nachgang der Unterhauswahl 1900 beschloss Salisbury, sein Kabinett umzubilden und Lansdowne nahm die Offerte an, Außenminister zu werden. Am 12. November 1900 wechselte er an die Spitze des Außenministeriums, wo er auch unter Salisburys Nachfolger Arthur Balfour blieb. Durch die Verträge mit Japan 1902 (Anglo-Japanische Allianz) und mit Frankreich 1904 (Entente cordiale) beendete er die Isolation Großbritanniens. Lansdowne zählte jedoch auch zu den Personen, die davon überzeugt waren, dass der Kampf zwischen dem zaristischen Russland und Großbritannien um die Vorherrschaft in Zentralasien ungebrochen weiterginge. Tibet galt in diesem sogenannten Great Game als eines der problematischsten Nachbarländern Britisch-Indiens. Es war nahezu unzugänglich und wurde von dem Dalai Lama und buddhistischen Mönchen beherrscht, die gegenüber der Regierung in Indien Gleichgültigkeit bewiesen. Aus westlicher Warte war nur wenig über Tibet bekannt und das wenige, was man wusste, stammte von einer Handvoll europäischer Entdeckungsreisender sowie einer Reihe von Pundits wie beispielsweise Nain Singh, der für die britisch-indische Vermessungsbehörde Great Trigonometrical Survey 1866 nach Tibet gereist und unter anderem bis nach Lhasa vorgedrungen war. Tibet galt als ein Land, das sich bewusst von der Außenwelt abschottete und dessen religiösen Herrscher viel daran lag, ihre Subjekte in Unkenntnis über die Welt außerhalb zu belassen. Zu Beginn des 20. Jahrhunderts hatte sich die tibetische Regierung seit mehr als 20 Jahren als unwillig erwiesen, irgendwelchen Handel mit Indien zu ermöglichen oder auch nur ein Überschreiten der Grenze von Sikkim oder Bhutan aus auf tibetisches Gebiet zugelassen. Von einer Reihe von Briten wurde jedoch unterstellt, dass Tibet gegenüber dem zaristischen Russland offener sei. Im Februar 1903 fasste Lansdowne gegenüber dem russischen Botschafter zusammen:

„Wir sind sehr viel mehr als Russland an Tibet interessiert. Daraus folgt, dass bei jedweden Anzeichen von russischer Aktivität wir gezwungen sind, ebenfalls aktiv zu werden, und zwar nicht auf demselben Niveau, sondern die Aktionen der Russen übertreffen werden. Sollten sie eine Mission oder eine Expedition dorthin senden, würden wir dasselbe tun, aber in viel größerer Zahl“

In seine Amtszeit fiel neben dem Britischen Tibetfeldzug weiterhin der Doggerbank-Zwischenfall, der zu einer schweren Belastungsprobe für die britisch-russischen Beziehungen wurde.
Während der Zeit als Außenminister wurde Lansdowne zusätzlich Führer der konservativen und unionistischen Fraktion im House of Lords.
Im Verlauf des Jahres 1905 wurde deutlich, dass die konservativ-unionistische Regierung von Arthur Balfour, die in der Freihandelsfrage tief gespalten war, sich nicht mehr lange im Amt würde halten können. Am 4. Dezember 1905 trat Balfour schließlich (als bislang letzter Premierminister) zurück, ohne zuvor eine Wahl verloren zu haben und übergab die Regierungsgeschäfte an die liberale Opposition. Am gleichen Tag schied Lansdowne aus seinen Ämtern aus. Sein Nachfolger als Außenminister wurde der Liberale Edward Grey. Dieser führte Lansdownes Politik in den Grundlinien fort; von den Konservativen wurde er deshalb auch sehr unterstützt. 1912 äußerte der konservative Chief–Whip Lord Balcarres selbstbewusst, man hätte „Grey sechs Jahre lang unter der Voraussetzung unterstützt, daß er die anglo–französische Entente fortsetze, die Lord Lansdowne geschaffen hatte, und die anglo–russische Entente [vollende], zu der Lord Lansdowne den Weg geebnet hatte.“

### Oppositionspolitiker
Nach dem liberalen Wahlsieg 1906 wurde Lansdowne konservativer Oppositionsführer im House of Lords. Er war einer der führenden Köpfe beim erfolglosen Unterfangen, die Gesetzesentwürfe der liberalen Regierung per Veto im Oberhaus zu blockieren. Es kam deshalb zu Versuchen, durch informelle Gespräche zwischen den führenden Köpfen beider Parteien eine Übereinkunft bzw. einen Kompromiss zu erzielen. In diesen Verhandlungen wurden die Liberalen durch Premierminister H. H. Asquith, Schatzkanzler David Lloyd George, Crewe und Augustine Birrell vertreten, die Konservativen durch Arthur Balfour und Lansdowne sowie Austen Chamberlain und Cawdor. Asquith und Lloyd George zeigten sich dabei ebenso kompromissbereit wie Balfour auf der anderen Seite. Lansdowne dominierte die Konservativ-unionistische Seite, und zeigte sich im ganzen Verlauf der Gespräche ebenso pessimistisch wie stur. Lansdowne hatte bei allen vorgeschlagenen Kompromissformeln bereits mögliche Implikationen für die Home Rule-Frage im Blick, wo er unter keinen Umständen nachgeben wollte. Unterstützt von Cawdor, war er deshalb eher bereit, die Konferenzgespräche scheitern zu lassen, als Home Rule in irgendeiner Form wahrscheinlicher werden zu lassen. Nach weiteren heftigen parlamentarischen Kämpfen wurde schließlich 1911 der Parliament Act verabschiedet, der die Veto-Macht des Oberhauses brach. 
1915 war Lansdowne in der Kriegskoalition Minister ohne festen Aufgabenbereich. Nach Auseinandersetzungen mit David Lloyd George legte er dieses Amt im Dezember 1916 nieder. 
Noch einmal wurde er im November 1917 aktiv, als ein Brief von ihm im Daily Telegraph abgedruckt wurde, in dem er zu einem Verhandlungsfrieden mit Deutschland riet. Dieser Vorschlag traf zwar in der Bevölkerung teils auf Zustimmung, in der Regierung aber auf einhellige Ablehnung.

## Familie

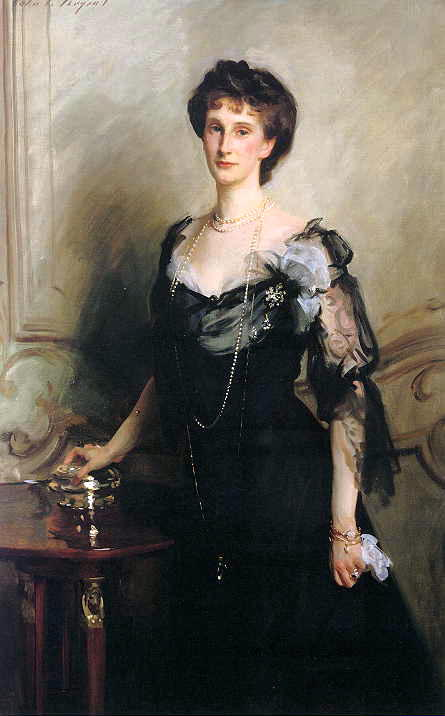
John Singer Sargent: Evelyn Cavendish, Duchess of Devonshire, 1902, älteste Tochter von Lord Lansdowne.

Lansdowne heiratete 1869 Lady Maud Evelyn Hamilton, eine Tochter von James Hamilton, 1. Duke of Abercorn. Das Ehepaar hatte zwei Söhne und zwei Töchter:
- Lady Evelyn Emily Mary Petty-Fitzmaurice (27. August 1870 – 2. April 1960)
- Henry William Edmund Petty-Fitzmaurice, Earl of Kerry (14. Januar 1872 – 5. März 1936)
- Lord Charles George Francis Petty-Fitzmaurice (12. Februar 1874 – 30. Oktober 1914)
- Lady Beatrix Frances Petty-Fitzmaurice (25. März 1877 – 5. August 1953)[13]

Der älteste Sohn folgte ihm im Titel nach, als Lansdowne 1927 verstarb. Seine Frau überlebte ihn; sie starb 1932.

## Ehrungen
In Pakistan ist die Lansdowne Bridge nach ihm benannt.